# Isla del Bosque
Isla del Bosque är en ort i Mexiko.   Den ligger i kommunen Escuinapa och delstaten Sinaloa, i den centrala delen av landet, 800 km nordväst om huvudstaden Mexico City. Isla del Bosque ligger 6 meter över havet och antalet invånare är 5 820.
Terrängen runt Isla del Bosque är mycket platt. Havet är nära Isla del Bosque åt sydväst. Runt Isla del Bosque är det ganska glesbefolkat, med 40 invånare per kvadratkilometer. Närmaste större samhälle är Escuinapa de Hidalgo, 13,2 km nordost om Isla del Bosque. Omgivningarna runt Isla del Bosque är en mosaik av jordbruksmark och naturlig växtlighet.